# Скородом
Скородо́м (Скороду́м, Деревя́нный го́род) — название одной из частей города (1610-е годы) и укрепления в Москве в XVI — середине XVII веков.

## Этимология названия
В настоящее время существуют два основных варианта толкования происхождения названия Скородом. Часть исследователей считает, что это название возникло потому, что деревянные стены Скородома были построены всего за один год (1591 — 1592). Вторая часть исследователей пришла к выводу о том, что данный топоним возник по причине быстрой и некачественной застройки этой части города вследствие пожаров — дома были деревянными, небольшими и скорыми в постройке (скоро-дом).

## История
Общепринято, что строительство Деревянного города (Скородома) было начато после нашествия на Москву крымского хана Казы-Гирея II в 1591 году: «Годунов тотчас же по удалении Хана в видах большей безопасности от нового такого нашествия занял московскую чернь постройкою вокруг всех посадов деревянного города, который и был совершён в один год на протяжении 14 с лишком вёрст».
Однако Разрядные книги и летописи сообщают о существовании Деревянного города в Замоскворечье ещё до набега татар. А весь город был окружён укреплением спустя три года.

Москва или Московия, столичный город Белой России или великого княжества Московии, по величине своей ещё Ботером отнесённая к четырём крупнейшим городам Европы, — после Константинополя, Парижа, Лиссабона — четвёртый; разделяется на четыре части. Первая, внутренняя — Китай-город, вторая — Белгород, каждая окружена своей стеной; третья — Скородум; четвёртая — Стрелецкая слобода; все они обнесены валом, или Полянкой, — из брёвен, засыпанных землёй; с прекраснейшими башнями. …— Левая сторона плана Л. Килиана 1610 года, латинский текст в переводе на русский.
В 1611 году большая часть укреплений Деревянного города сгорела, сохранилась только часть: в Огородниках (между улицами Мясницкой и Покровкой) и в Сыромятной слободе (между Покровкой и Яузой). Большинство сгоревших участков укреплений восстанавливались, по мнению Я. З. Рачинского, «не на прежних, а на новых, более отдалённых от центра города рубежах». Однако восстановленное укрепление было в 1638—1640 годах заменено новой линией укрепления — Земляным валом, расположившемся ещё дальше от центра города — там, где позднее и возникло Садовое кольцо.